# Rocket Thrower
The Rocket Thrower (literalmente en inglés, Lanzador de cohetes)  es una escultura de bronce de 1963 del escultor estadounidense Donald De Lue. Creada para la Feria Mundial de Nueva York de 1964, se encuentra en Flushing Meadows-Corona Park en Queens, Nueva York, Nueva York. De Lue estaba entre un total de cinco escultores que crearían piezas para el recinto ferial. Fue contratado en 1962 por un monto de US$105 000 con una fecha límite para completar menos de seis meses. De Lue completó un modelo de yeso completo en 1963, momento en el que fue enviado a Italia para su reparto.

## Descripción
Rocket Thrower tiene una altura de 43 pies (13 metros) y representa a un hombre atlético y divino que lanza, con su mano derecha, una pequeña esfera hacia el cielo que deja un rastro de llamas en forma de arco. Su mano izquierda está levantada hacia el cielo y alcanza un remolino de estrellas que rodean el camino del cohete. La pierna izquierda de la escultura se tensa y se agacha con el pie izquierdo plantado en una percha en arco. Su pierna derecha se extiende con fluidez. En la parte delantera de la percha (frente a Unisphere) hay tres estrellas distintas dispuestas en una línea en ángulo a lo largo de su ancho corto.
Con el tiempo, la estatua se ha visto afectada por la corrosión y la integridad estructural ha disminuido. Se reparó un brazo en 1989. La estatua se restauró significativamente en 2013.

## Recepción
Cuando se lanzó, los críticos de la época tenían críticas mixtas del trabajo. De Lue explicó el trabajo como "el concepto espiritual de la relación del hombre con el espacio y su espíritu emprendedor respaldado por todos los poderes de su inteligencia para la exploración de una nueva dimensión". Sin embargo, el crítico de arte del New York Times John Canaday lo describió como "el monstruo más lamentable", haciendo que Walt Disney se parezca a Leonardo Da Vinci.